# Чжу Веньцзінь
Чжу Веньцзінь (кит.: 朱文進; піньїнь: Zhũ Wénjìn; помер 14 лютого 945) — узурпатор, останній правитель держави Мінь періоду п'яти династій і десяти держав.

## Правління
Зайняв трон, поваливши та вбивши свого попередника, імператора Ван Яньсі. Його правління виявилось нетривалим. Наприкінці 944 року припинив використовувати імператорський титул. В лютому 945 року прибічники родини Ван організували заколот, в результаті якого Чжу Веньцзінь був повалений і вбитий. Після цього держава Мінь припинила своє існування.